# Heinrich Blum
Pour les articles homonymes, voir Blum.
Heinrich Blum (en tchèque : Jindřich Blum) (16 janvier 1884, Brünn – 27 avril 1942) est un architecte tchèque.
Blum est né dans une famille juive. De 1903 à 1921, il étudie à Brno. Ses études sont arrêtées par la guerre. Il reprend ses études à l'université après. Il œuvra comme architecte avec Arnošt Wiesner, Otto Eisler et Sikmund Kerekes et est influencé par les travaux d'Adolf Loos. En 1942, Blum est déporté dans les camps de Theresienstadt et Lublin. On ignore le lieu où il trouva la mort.